# Cabaneiro (Lugo)
Cabaneiro (llamada oficialmente San Bartolomeu de Cabaneiro) es una parroquia española del municipio de Abadín, en la provincia de Lugo, Galicia.

## Organización territorial
La parroquia está formada por siete entidades de población, constando seis de ellas en el nomenclátor del Instituto Nacional de Estadística español:
- A Panda
- Pedreira (A Pedreira)
- Picheira (A Picheira)
- Formado
- Odreiro
- Porto Pequeno (O Porto Pequeno)
- Currás (Os Currás)

## Demografía
| Gráfica de evolución demográfica de Cabaneiro entre 2000 y 2019 |
|                                                                 |
| Datos según el nomenclátor publicado por el INE.                |